# Andreas Ludwig Christoph Kettembeil
Andreas Ludwig Christoph Kettembeil (* 5. September 1768 in Heringen; † 16. Februar 1840 in Nordhausen) war ein deutscher Jurist und Herausgeber.

## Leben
Andreas Ludwig Christoph Kettembeil wurde als Sohn des Heinrich Gotthard August Kettembeil (1735–1796), dem damaligen Advokaten und Bürgermeister von Heringen, geboren. Sein Bruder war Christian Gotthard Kettembeil, der als Kaufmann und königlich-preußischer Spezial-Stempelsteuer-Rendant tätig war und später in Nordhausen ein Theater mit Gasthaus betrieb.
Andreas Ludwig Christoph Kettembeil kam 1780 mit 12 Jahren auf das Gymnasium in Nordhausen und beendete dieses 1787. Anschließend besuchte er die Universität Jena, um dort Rechtswissenschaften zu studieren. 1789 setzte er sein Studium bis 1790 an der Universität Leipzig fort.
1790 wurde er als sächsischer Advokat examiniert und ging, nach bestandener Prüfung nach Nordhausen zurück, um sich als Rechtsanwalt nieder zu lassen. Nach einigen Jahren in dieser Tätigkeit wurde er in der damals freien Reichsstadt Nordhausen als Konsistorialsekretär angestellt. 1802 wurde Nordhausen in das Königreich Preußen eingegliedert, dies führte dazu, dass Andreas Ludwig Christoph Kettembeil eine Anstellung als zweiter Stadtrichter erhielt. 1807 kam Nordhausen zum Königreich Westphalen und diese erneute Staatsveränderung führte dazu, dass er als zweiter westphälischer Tribunalrichter tätig war. 1815 gehörte Nordhausen erneut zu Preußen und er wurde dritter Assessor des dortigen Gerichts, bat allerdings im gleichen Jahr aus gesundheitlichen Gründen um seine Entlassung.

## Werke
Andreas Ludwig Christoph Kettembeil gab die einzige Zeitung der Stadt und des Kreises, das Nordhäusische Wöchentliche Nachrichtenblatt heraus, die Bekanntmachungen, Verkaufs-Anzeigen, öffentliche Vorladungen, Sterbefälle, Warn-Hinweise und Artikel zu Einbruch und Diebstahl veröffentlichte.